# 追分駅 (秋田県)
追分駅（おいわけえき）は、秋田県秋田市金足追分（かなあしおいわけ）字海老穴（えびあな）にある、東日本旅客鉄道（JR東日本）の駅である。

## 概要
奥羽本線と男鹿線が乗り入れており、奥羽本線を所属線としている。男鹿線は当駅が路線としての起点であるが、同線のすべての列車は奥羽本線経由で秋田駅まで乗り入れる。
普通列車および「リゾートしらかみ」を含むすべての快速列車が停車する。以前は急行停車駅であった（「津軽」は通過していた）ほか、特急「たざわ」の一部列車が停車していた時期があった。

## 歴史

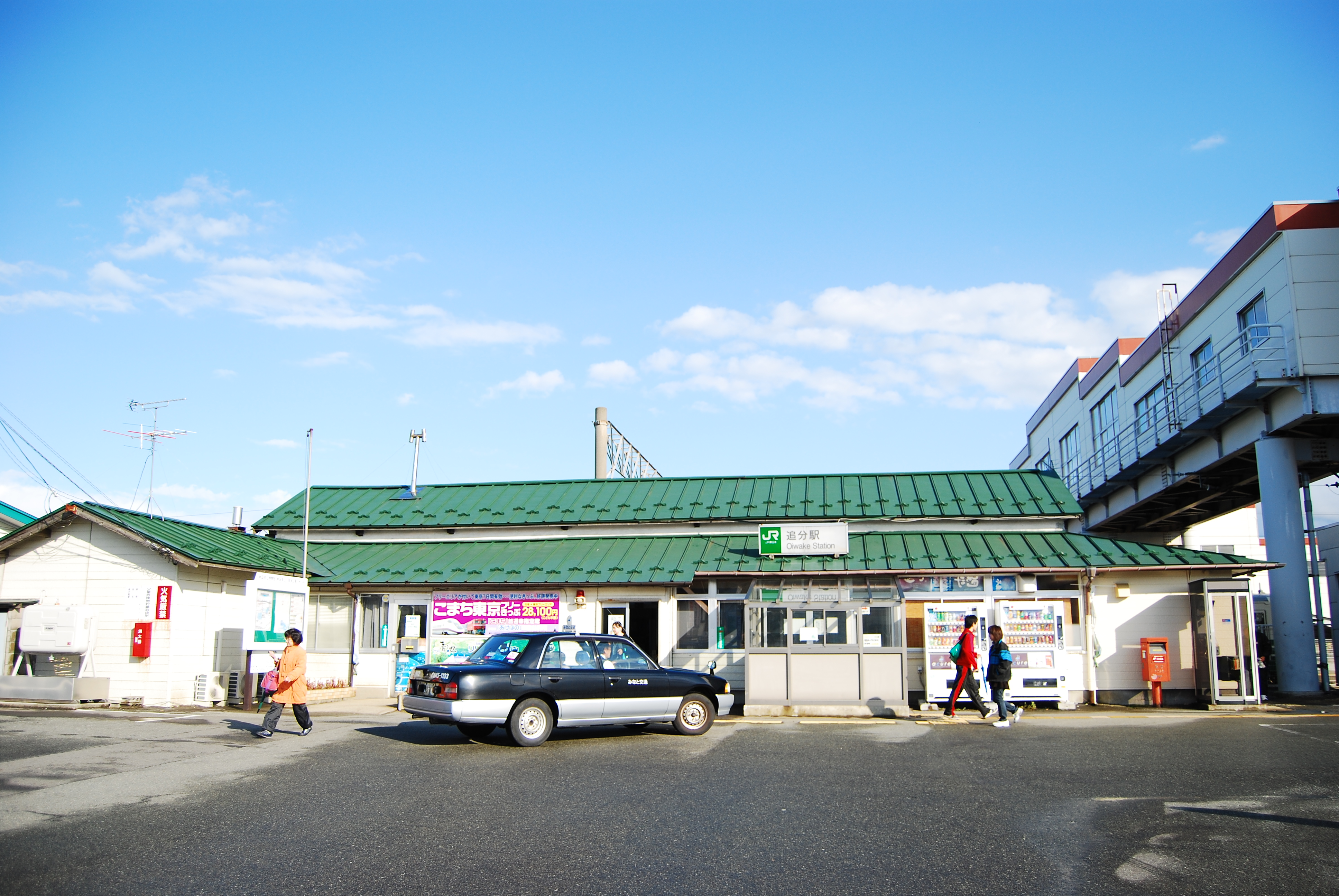
リニューアル前の駅舎
（2009年11月）

- 1902年（明治35年）10月21日：国鉄の駅として南秋田郡金足村に開業[2]。
- 1913年（大正2年）11月9日：当駅 - 二田駅が開業[4]。
- 1966年（昭和41年）7月1日：貨物の取り扱いを廃止[3]。
- 1984年（昭和59年）2月1日：荷物の扱いを廃止[3]。
- 1986年（昭和61年）12月20日：オレンジカード対応券売機を設置[新聞 1]。
- 1987年（昭和62年）4月1日：国鉄分割民営化により、JR東日本の駅となる[3]。
- 1988年（昭和63年）3月13日：直営の飲食店「めん処あっきぃ」が開店[新聞 2]。
- 1996年（平成8年）3月28日：追分駅東西歩道橋「追分Weロード」が開通[5][新聞 3]。
- 1999年（平成11年）：こまち駐車場開設[新聞 4]。
- 2004年（平成16年）4月1日：当直勤務を廃止。
- 2006年（平成18年）3月30日：みどりの窓口を廃止[新聞 5]。自動改札機、「もしもし券売機Kaeruくん」が稼働を開始[新聞 6]。
- 2010年（平成22年）4月1日：奥羽本線大久保駅および男鹿線出戸浜駅 - 天王駅間各駅管理権限を土崎駅に委譲し、自駅のみの管理となる。
- 2012年（平成24年）2月15日：「もしもし券売機Kaeruくん」に代わり指定席券売機を設置[報道 1]。
- 2013年（平成25年）4月1日：構内に「追分鉄道設備技能教習所 なまはげ」を設置[報道 2]。
- 2015年（平成27年）10月1日：業務委託化。追分駅長・助役を廃止。
- 2016年（平成28年）3月26日：すべての快速が停車するようになる[報道 3]。
- 2018年（平成30年）2月21日：駅舎内外装のリニューアル工事が完成[報道 4][新聞 7]。
- 2019年（令和元年）6月7日：金足地区に縁のある童謡「どじょっこふなっこ」を列車到着メロディーに採用、記念式典挙行[6][報道 5]。
- 2023年（令和5年）5月27日：奥羽本線秋田駅方面および男鹿線においてICカード「Suica」の利用が可能となる[報道 6][報道 7]。
- 2024年（令和6年）10月1日：えきねっとQチケのサービスを開始[1][報道 8]。

## 駅構造
単式ホーム1面1線と島式ホーム1面2線、計2面3線のホームを持つ地上駅である。互いのホームは跨線橋で連絡している。
自動券売機、指定席券売機、自動改札機（Suica、えきねっとQチケ対応）が設置されている。駅舎南側には、線路の東西を連絡する自由通路がある。

### のりば
| 番線 | 路線      | 方向 | 行先     | 備考       |
| ---- | --------- | ---- | -------- | ---------- |
| 1    | ■男鹿線   | 下り | 男鹿方面 |            |
| 1    | ■奥羽本線 | 上り | 秋田方面 |            |
| 1    | ■奥羽本線 | 下り | 青森方面 | 一部の列車 |
| 2    | ■男鹿線   | 下り | 男鹿方面 | 一部の列車 |
| 2    | ■奥羽本線 | 下り | 青森方面 |            |
| 3    | ■奥羽本線 | 上り | 秋田方面 |            |

付記事項
- 奥羽本線秋田駅 - 当駅間は、男鹿線系統を含む（男鹿始発秋田行きは主に1番線）。
- 当駅始発上り列車は1番線から発着する。
- 東能代方面からの上り列車は3番線から発着する。
- 3番線東側には側線が設けられている。
- 1987年（昭和62年）4月1日時点では、夜間に秋田駅から1往復、当駅折り返しが設定されていた[8]。

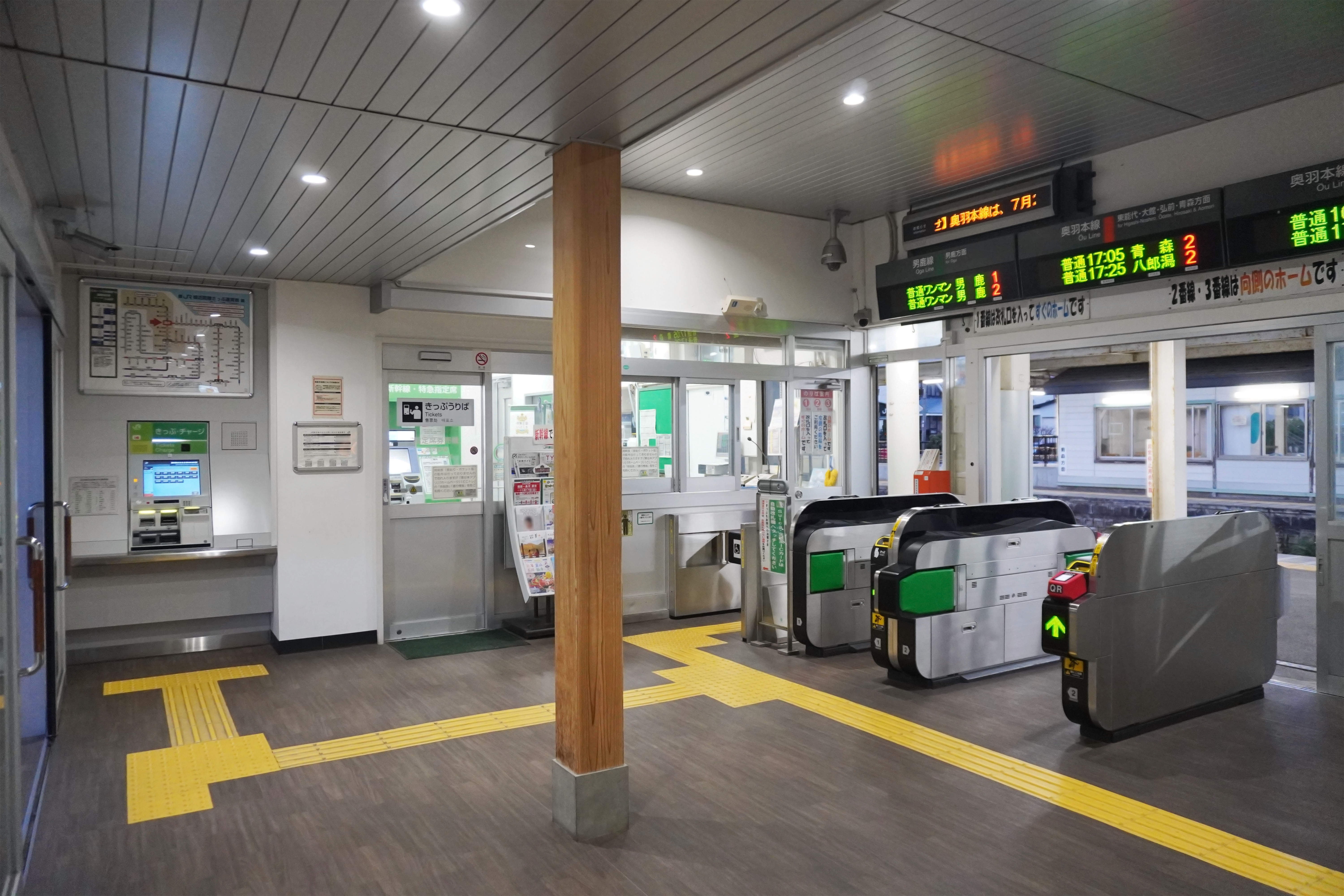
改札口と切符売り場（2024年11月）
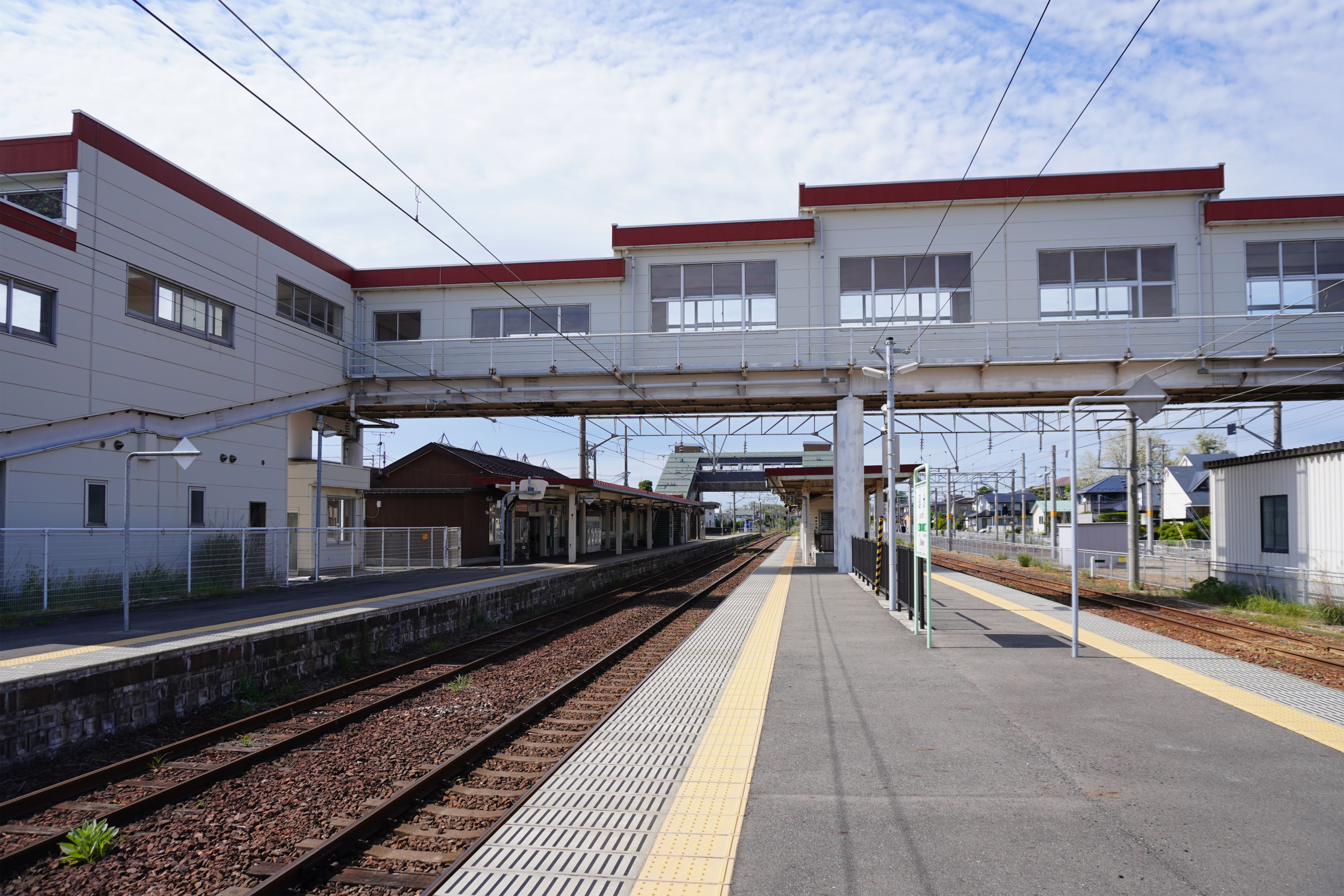
ホーム（2024年5月）

## 利用状況
JR東日本によると、2023年度（令和5年度）の1日平均乗車人員は1,486人である。
2000年度（平成12年度）以降の推移は以下のとおりである。
| 1日平均乗車人員推移 | 1日平均乗車人員推移 | 1日平均乗車人員推移 | 1日平均乗車人員推移 | 1日平均乗車人員推移 |
| 年度                | 定期外              | 定期                | 合計                | 出典                |
| ------------------- | ------------------- | ------------------- | ------------------- | ------------------- |
| 2000年（平成12年）  |                     |                     | 2,325               | [ 利用客数 2 ]      |
| 2001年（平成13年）  |                     |                     | 2,236               | [ 利用客数 3 ]      |
| 2002年（平成14年）  |                     |                     | 2,123               | [ 利用客数 4 ]      |
| 2003年（平成15年）  |                     |                     | 2,070               | [ 利用客数 5 ]      |
| 2004年（平成16年）  |                     |                     | 2,051               | [ 利用客数 6 ]      |
| 2005年（平成17年）  |                     |                     | 2,012               | [ 利用客数 7 ]      |
| 2006年（平成18年）  |                     |                     | 1,939               | [ 利用客数 8 ]      |
| 2007年（平成19年）  |                     |                     | 1,877               | [ 利用客数 9 ]      |
| 2008年（平成20年）  |                     |                     | 1,849               | [ 利用客数 10 ]     |
| 2009年（平成21年）  |                     |                     | 1,861               | [ 利用客数 11 ]     |
| 2010年（平成22年）  |                     |                     | 1,847               | [ 利用客数 12 ]     |
| 2011年（平成23年）  |                     |                     | 1,855               | [ 利用客数 13 ]     |
| 2012年（平成24年）  | 346                 | 1,492               | 1,838               | [ 利用客数 14 ]     |
| 2013年（平成25年）  | 362                 | 1,475               | 1,838               | [ 利用客数 15 ]     |
| 2014年（平成26年）  | 342                 | 1,383               | 1,725               | [ 利用客数 16 ]     |
| 2015年（平成27年）  | 322                 | 1,397               | 1,719               | [ 利用客数 17 ]     |
| 2016年（平成28年）  | 304                 | 1,416               | 1,721               | [ 利用客数 18 ]     |
| 2017年（平成29年）  | 290                 | 1,384               | 1,675               | [ 利用客数 19 ]     |
| 2018年（平成30年）  | 296                 | 1,357               | 1,653               | [ 利用客数 20 ]     |
| 2019年（令和元年）  | 277                 | 1,341               | 1,618               | [ 利用客数 21 ]     |
| 2020年（令和02年）  | 193                 | 1,313               | 1,507               | [ 利用客数 22 ]     |
| 2021年（令和03年）  | 200                 | 1,290               | 1,491               | [ 利用客数 23 ]     |
| 2022年（令和04年）  | 222                 | 1,294               | 1,517               | [ 利用客数 24 ]     |
| 2023年（令和05年）  | 264                 | 1,221               | 1,486               | [ 利用客数 1 ]      |

## 駅周辺
駅前は秋田市金足地区の中心地。住宅や商店が建ち並ぶ。
- 秋田県道157号追分停車場線
- 国道7号 - 旧羽州街道。地名・駅名の由来となった、船川街道との追分（追分三叉路）がある。
- 潟上市役所追分出張所
- 秋田県立小泉潟公園
- 秋田県立金足農業高等学校
- 秋田市立秋田北中学校
- 潟上市立追分小学校
- 追分郵便局
- 秋田銀行追分支店
- 秋田なまはげ農業協同組合追分支店
- JA秋田葬祭センターレゼール追分
- 秋田臨港警察署追分交番
- 秋田中央交通、秋田市マイタウン・バス（キングタクシー）「追分駅入口」停留所

## 隣の駅
東日本旅客鉄道（JR東日本）
■奥羽本線
- 臨時快速「リゾートしらかみ」停車駅

□快速・■普通
上飯島駅 - 追分駅 - *（大清水信号場） - 大久保駅
■男鹿線（秋田駅 - 当駅間は奥羽本線）
上飯島駅 - 追分駅 - 出戸浜駅
*打消線は廃止信号場

### 記事本文

#### 報道発表資料
1. ↑  「もしもし券売機『Kaeruくん』が指定席券売機に替わります! (PDF)」東日本旅客鉄道秋田支社。2021年2月5日閲覧。
2. ↑  「「追分鉄道設備技能教習所」について (PDF)」（プレスリリース）、東日本旅客鉄道秋田支社、2013年4月19日。2016年3月21日閲覧。
3. ↑  「2016年3月ダイヤ改正について (PDF)」（プレスリリース）、東日本旅客鉄道秋田支社、2015年12月18日、5頁。2016年3月21日閲覧。
4. ↑  「追分駅がリニューアルします (PDF)」（プレスリリース）、東日本旅客鉄道秋田支社、2018年2月19日。2018年2月20日閲覧。
5. ↑  「奥羽本線追分駅で「おもてなし到着メロディ－」が流れます! (PDF)」（プレスリリース）、東日本旅客鉄道秋田支社、2019年5月23日。2020年5月17日閲覧。
6. ↑  「2023年5月27日（土）北東北3エリアでSuicaがデビューします! (PDF)」（プレスリリース）、東日本旅客鉄道盛岡支社／東日本旅客鉄道秋田支社、2022年12月12日。2022年12月12日閲覧。
7. ↑  「北東北3県におけるSuicaご利用エリアの拡大について ～2023年春以降、青森・岩手・秋田の各エリアでSuicaをご利用いただけるようになります～ (PDF)」（プレスリリース）、東日本旅客鉄道、2021年4月6日。2021年4月6日閲覧。
8. ↑  「Suicaエリア外もチケットレスで! 東北エリアから「えきねっとQチケ」がはじまります (PDF)」（プレスリリース）、東日本旅客鉄道、2024年7月11日。2024年8月6日閲覧。

#### 新聞記事
1. ↑  「国越のオレンジカード 好評 券売機も設置 20日から秋田、土崎、追分に」『読売新聞』1986年12月18日、朝刊、あきた第二県版、19面。
2. ↑  「クリーニング取次やそば店 JR秋田支店 5駅に設置へ」『交通新聞』1988年3月11日、1面。
3. ↑  「コンコース」『交通新聞社』交通新聞、1996年4月9日、3面。
4. ↑  「新幹線客向け駐車場 秋田6駅で新・増設」『日本経済新聞』1999年5月1日、地方経済面東北A。
5. ↑  「JR東日本 「みどりの窓口」廃止へ 県内8駅 湯沢市など「撤回を」」『朝日新聞』朝日新聞社、2006年3月2日、朝刊、31面。
6. ↑  「みどりの窓口リストラ」『朝日新聞』朝日新聞社、2006年7月11日、23 夕刊。
7. ↑  「JR追分駅の改装工事終了 外装や柱に県産材」『秋田魁新報』秋田魁新報社、2018年2月22日。オリジナルの2018年2月25日時点におけるアーカイブ。2018年2月25日閲覧。

### 利用状況
1. 1 2  「各駅の乗車人員 2023年度 101位以下（5）| 企業サイト：JR東日本」東日本旅客鉄道。2025年7月18日閲覧。
2. ↑  「JR東日本：各駅の乗車人員（2000年度）」東日本旅客鉄道。2025年7月18日閲覧。
3. ↑  「JR東日本：各駅の乗車人員（2001年度）」東日本旅客鉄道。2025年7月18日閲覧。
4. ↑  「JR東日本：各駅の乗車人員（2002年度）」東日本旅客鉄道。2025年7月18日閲覧。
5. ↑  「JR東日本：各駅の乗車人員（2003年度）」東日本旅客鉄道。2025年7月18日閲覧。
6. ↑  「JR東日本：各駅の乗車人員（2004年度）」東日本旅客鉄道。2025年7月18日閲覧。
7. ↑  「JR東日本：各駅の乗車人員（2005年度）」東日本旅客鉄道。2025年7月18日閲覧。
8. ↑  「JR東日本：各駅の乗車人員（2006年度）」東日本旅客鉄道。2025年7月18日閲覧。
9. ↑  「JR東日本：各駅の乗車人員（2007年度）」東日本旅客鉄道。2025年7月18日閲覧。
10. ↑  「JR東日本：各駅の乗車人員（2008年度）」東日本旅客鉄道。2025年7月18日閲覧。
11. ↑  「JR東日本：各駅の乗車人員（2009年度）」東日本旅客鉄道。2025年7月18日閲覧。
12. ↑  「JR東日本：各駅の乗車人員（2010年度）」東日本旅客鉄道。2025年7月18日閲覧。
13. ↑  「JR東日本：各駅の乗車人員（2011年度）」東日本旅客鉄道。2025年7月18日閲覧。
14. ↑  「JR東日本：各駅の乗車人員（2012年度）」東日本旅客鉄道。2025年7月18日閲覧。
15. ↑  「各駅の乗車人員 2013年度 ベスト100以外（5）：JR東日本」東日本旅客鉄道。2025年7月18日閲覧。
16. ↑  「各駅の乗車人員 2014年度 ベスト100以外（5）：JR東日本」東日本旅客鉄道。2025年7月18日閲覧。
17. ↑  「各駅の乗車人員 2015年度 ベスト100以外（5）：JR東日本」東日本旅客鉄道。2025年7月18日閲覧。
18. ↑  「各駅の乗車人員 2016年度 ベスト100以外（5）：JR東日本」東日本旅客鉄道。2025年7月18日閲覧。
19. ↑  「各駅の乗車人員 2017年度 ベスト100以外（5）：JR東日本」東日本旅客鉄道。2025年7月18日閲覧。
20. ↑  「各駅の乗車人員 2018年度 ベスト100以外（5）：JR東日本」東日本旅客鉄道。2025年7月18日閲覧。
21. ↑  「各駅の乗車人員 2019年度 ベスト100以外（5）：JR東日本」東日本旅客鉄道。2025年7月18日閲覧。
22. ↑  「各駅の乗車人員 2020年度 101位以下（5）| 企業サイト：JR東日本」東日本旅客鉄道。2025年7月18日閲覧。
23. ↑  「各駅の乗車人員 2021年度 101位以下（5）| 企業サイト：JR東日本」東日本旅客鉄道。2025年7月18日閲覧。
24. ↑  「各駅の乗車人員 2022年度 101位以下（5）| 企業サイト：JR東日本」東日本旅客鉄道。2025年7月18日閲覧。